# Стів Еванс (хокеїст на траві)
Стів Еванс (англ. Steve Evans, 26 квітня 1976) — південноафриканський хокеїст на траві.
Учасник Олімпійських Ігор 2004 року.